# Stanisław Antoni Chaniewski
Stanisław Antoni Chaniewski (ur. 4 listopada 1859 w Rowach, zm. 4 listopada 1920 pod Wołogdą) – polski hodowca, profesor Akademii Rolniczej w Dublanach, poseł na Sejm Ustawodawczy II RP.

## Młodość
Urodził się 4 listopada 1859 w Rowach, koło Garwolina w rodzinie ziemiańskiej. Był synem Aleksandra i Józefiny z Niedziałkowskich. Wychowywała go matka, ojciec, powstaniec roku 1863 musiał opuścić kraj. Emigrował do Szwajcarii i tam zmarł.
Stanisław Chaniewski uczęszczał do prywatnej szkoły Leszczyńskiego w Warszawie, a następnie do realnej, którą ukończył w 1877. Początkowo zamierzał poświęcić się technice, jednak na skutek wypadku z bronią przez dłuższy czas miał bezwładną prawą rękę. Uniemożliwiło mu to naukę zawodu związanego z koniecznością rysowania i skierowało ku kolejnemu zainteresowaniu – rolnictwu. 
W 1880 wstąpił na Wydział Rolniczy Politechniki Ryskiej. Brał żywy udział w życiu akademickim. W trakcie studiów został przyjęty do korporacji akademickiej Arkonia. Dyplom z wyróżnieniem uzyskał w 1884. Jego praca dyplomowa o żywieniu gęsi, w której wykazał, że tłuszcz w organizmie zwierzęcym może powstawać z samych węglowodanów nabrała rozgłosu naukowego. Zaproponowano mu stanowisko docenta hodowli na Uniwersytecie Dorpackim (dziś. Tartu). Nie przyjął jednak tej propozycji. Warunek wykładania po rosyjsku, jak również silne poczucie obowiązku pracy dla ojczyzny skłoniły go do powrotu do Kraju. 

## Działalność społeczna i zawodowa
Osiadł w majątku Radzimowice. Jako zamiłowany społecznik zorganizował współpracę grona młodych rolników poświęcających się upowszechnianiu postępu rolniczego. Podstawą ich działalności była tzw. "Sekcya Rolna" warszawskiego oddziału Towarzystwa Popierania Przemysłu i Handlu, które później przekształcone zostało w Centralne Towarzystwo Rolnicze. Przez dłuższy czas pełnił funkcję jej sekretarza. Chaniewski interesował się przede wszystkim hodowlą czerwonego bydła krajowego. Razem z innymi działaczami na polu rolnictwa w Królestwie Polskim osobiście kładł podwaliny pod nowy kierunek hodowli propagując bydło krajowe.
Brał udział w redakcji opracowywanego przez Muzeum Przemysłu i Rolnictwa drugiego wydania Encyklopedii Rolniczej, w której zamieszczono trzy jego prace z dziedziny hodowli zwierząt . Należał też do komitetu redakcyjnego Gazety Rolniczej. 
W 1901 rozpoczął pracę w Galicji, w Akademii Rolniczej w Dublanach, gdzie wykładał hodowlę zwierząt. Przekonany był, że rolnictwo polskie musi w większym niż dotychczas stopniu opierać się na produkcji zwierzęcej. Rodzimy materiał hodowlany zamierzał uszlachetniać dzięki planowej akcji społecznej w większych i mniejszych gospodarstwach. W 1904, kiedy okazało się, że miejscowy klimat szkodzi jego żonie, powrócił do Radzimowice. Tu wkrótce, wraz ze Stanisławem Chełchowskim, przystąpił do pracy nad organizacją Centralnego Towarzystwa Rolniczego. Wybrany na wiceprezesa Towarzystwa zorganizował wydział hodowlany, którym przez wiele lat kierował. Opracował szczegółowo program podniesienia hodowli bydła i stopniowo wprowadzał go w życie. W uznaniu jego zasług został w 1913 honorowym członkiem Centralnego Towarzystwa Rolniczego.
W tym samym czasie zaangażował się w prace Towarzystwa Kursów Naukowych. W prowadzonych tam zajęciach językiem wykładowym był polski. W 1906 przy Towarzystwie Kursów Naukowych powstała Sekcja Rolna, której pierwsze posiedzenie odbyło się 21 października. Zdecydowano wtedy o utworzeniu Wydziału Rolnego. Stanisława Chaniewskiego wybrano na pierwszego prezesa Sekcji.
I wojna światowa zastała Chaniewskiego w Rowach, dokąd przeniósł się w 1913, po śmierci matki. Był pracownikiem Rady Komisji Rolnictwa Tymczasowej Rady Stanu. Wybrany członkiem Rady Stanu w 1918 roku. Po uzyskaniu przez Polskę niepodległości wszedł do Sejmu Ustawodawczego jako poseł z okręgu garwolińskiego. Zastępca przewodniczącego Klubu Pracy Konstytucyjnej, występował energicznie przeciw radykalnym pomysłom. Członek komisji rolnej Sejmu Ustawodawczego (1919–1922).
Głęboko przekonany, że masowa emigracja w 1915 była dla naszego kraju szkodliwa, postanowił w czasie najazdu bolszewickiego w 1920 nie opuszczać swojego majątku. Został jednak aresztowany przez wojska nieprzyjacielskie i wywieziony w głąb Rosji; najpierw do Smoleńska, a następnie do Jekaterynburga. Starania rodziny i rządu polskiego o jego uwolnienie były bezskuteczne. Podróż odbywana w okropnych warunkach przyspieszyła śmierć Chaniewskiego pod Wołogdą 4 listopada 1920. Pochowany został na miejscowym cmentarzu Bogorodzkim (ros. Богородское кладбище).
Jak to ujęła Wanda Mierzecka Chaniewski odznaczał się wielkimi zaletami umysłu i serca. Nie lubił gładkich słów i dlatego ostrymi wypowiedziami narażał się wielu ludziom; pozornie wydawał się twardym człowiekiem. Jednak przy bliższym poznaniu okazywał się lojalnym przyjacielem, osobą współczującą ludzkiej niedoli.

## Literatura dodatkowa
- Stanisław Leśniowski: Chaniewski Stanisław. W: Polski Słownik Biograficzny. T. 3: Brożek Jan – Chwalczewski Franciszek. Kraków: Polska Akademia Umiejętności – Skład Główny w Księgarniach Gebethnera i Wolffa, 1937, s. 262–263. Reprint: Zakład Narodowy im. Ossolińskich, Kraków 1989, ISBN 83-04-03291-0